# Pilchowo (Police)
Pilchowo (deutsch Polchow) ist ein Dorf in der polnischen Woiwodschaft Westpommern. Das Dorf bildet einen Teil der Gmina Police (Stadt- und Landgemeinde Pölitz) im Powiat Policki (Pölitzer Kreis). Pilchowo liegt etwa 9 Kilometer nordwestlich von Stettin (Szczecin) und etwa 8 Kilometer südwestlich von Police (Pölitz). Der Ort grenzt im Süden an den gleichnamigen Stadtteil Pilchowo von Stettin.

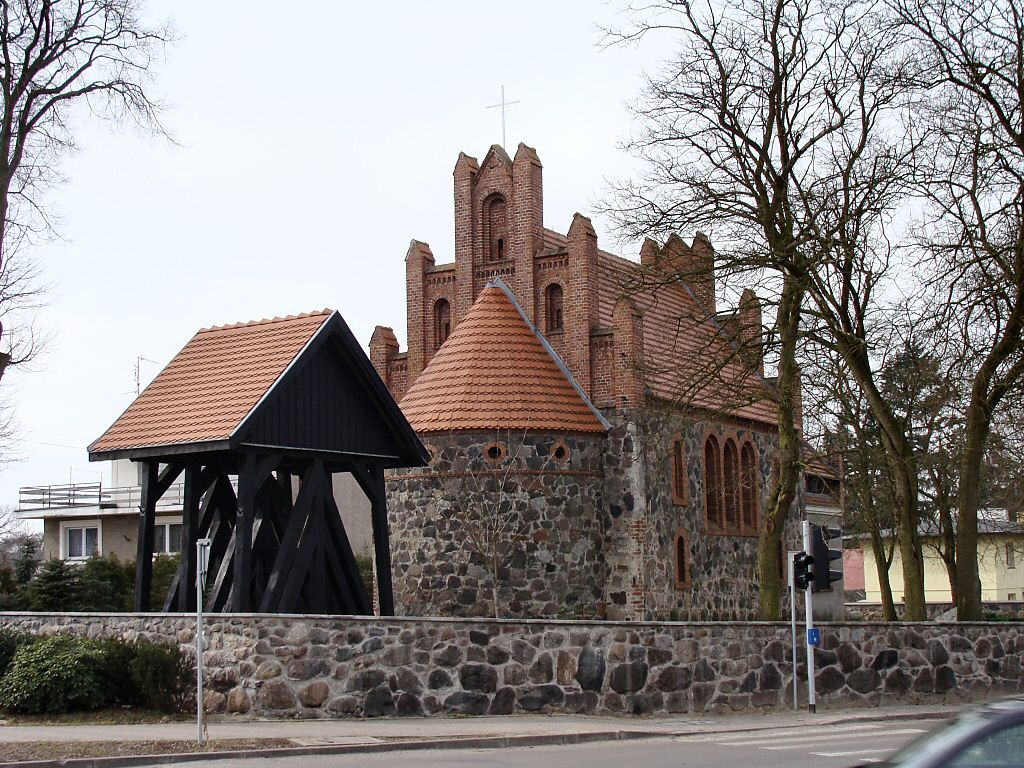
Dorfkirche in Pilchowo